# 2066
2066 (ММLXVI) е обикновена година, започваща в петък според Григорианския календар. Тя е 2066-ата година от новата ера, шестдесет и шестата от третото хилядолетие и седмата от 2060-те.